# Municipio de Milford (Minnesota)
El municipio de Milford (en inglés: Milford Township) es un municipio ubicado en el condado de Brown en el estado estadounidense de Minnesota. En el año 2010 tenía una población de 694 habitantes y una densidad poblacional de 6,87 personas por km².

## Geografía
El municipio de Milford se encuentra ubicado en las coordenadas 44°19′44″N 94°34′6″O / 44.32889, -94.56833. Según la Oficina del Censo de los Estados Unidos, el municipio tiene una superficie total de 101.04 km², de la cual 100,16 km² corresponden a tierra firme y (0,87 %) 0,88 km² es agua.

## Demografía
Según el censo de 2010, había 694 personas residiendo en el municipio de Milford. La densidad de población era de 6,87 hab./km². De los 694 habitantes, el municipio de Milford estaba compuesto por el 99,14 % blancos, el 0,14 % eran afroamericanos, el 0,29 % eran amerindios y el 0,43 % eran de una mezcla de razas. Del total de la población el 0,72 % eran hispanos o latinos de cualquier raza.